# Tingidae
Tingidae Laporte, 1832 су породица стеница (Heteroptera).

## Опште одлике
Народни назив за ову породицу стеница је "чипкасте" или "мрежасте" стенице. Дужина тела је од 2 до 8 mm. За њих су карактеристичне чипкасте - ареолне структуре на букулама, пронотуму, хемиелитрама и деловима торакалног региона. Пронотум је проширен на разне начине, тако да код Tingina пронотум готово увек заклања скутелум и често има велике параноте разних облика, а понекад и капуљачу која може у потпуности или делимично да заклања главу. Предња крила су код свих уједначене структуре. Сперматозоиди се чувају у парним псеудо-сперматекама, пошто су праве сперматеке нестале.
Tingidae у стадијуму ларве (нимфе) имају лако уочљиве кутикуларне структуре, које су од великог таксономског значаја јер знатно варирају од једне врсте до друге. Неке од ових структура су жлездане природе и производе капљице у субхиподермалним секреторним ћелијама. Овај феномен се назива "знојење" и можда има улогу у осморегулацији. Неке од ових структура могу да имају и сензорну или одбрамбену функцију.
Највећи број врста из ове породице су слободно живећи облици. Уобичајено је да се налазе само на једној врсти домаћина, где се обично хране на доњој страни листова. Већина се храни на скривеносеменицама и то најчешће на дрвенастим дикотилама, нарочито на густим јастучастим или бодљикавим биљкама или на онима које производе лепљиве жлездане излучевине. Врло мали број се храни монокотилама. Многе врсте из рода Acalypta се хране на маховинама. Врсте које се хране лишћем стварају озбиљне некрозе. Неке врсте живе на површини земљњ и у вези са горњим деловима корена или доњим деловима стабла.
Врсте из умерене климатске зоне већином презимљавају у стадијуму одрасле јединке, а само пар врста у стадијуму јаја и неколико као ларве. Јаја обично полажу тек када је развој биљака већ доста одмакао и хране се углавном зрелим биљним ткивима. Многе се споро крећу, ларве неких врста су грегарне.
Неке од врста из породице Tingidae које се срећу у Србији су:
- Stephanitis pyri (Fabricius 1775)[6]
- Copium clavicorne (Linnaeus 1758)[7]
- Catoplatus carthusianus (Goeze 1778)[8]
- Dictyonota strichnocera Fieber 1844[9]